# Гао (правитель Бохая)
Гао-ван (кор. Тхэджо) (личное имя Тай-цзу (кор. Тэ-Чоён), (умер в 719), корейское современное Тэ Чжоён — основатель и правитель средневекового государства Бохай в 698—719 годах.

## Биография
Точная дата рождения Тэ Чжоёна неизвестна. По утверждениям корейских историков, он был сыном генерала Тэ Чжунсана, погибшего в бою за свою родину, Когурё. Предполагают[кто?], что Тэ Чжоён родился в период заката государства Когурё.
В 696 году в Енджу[уточнить], в районе Ляоси, вспыхнуло восстание киданей из-за чрезмерно агрессивной политики Тан, но потерпели поражение. После разгрома киданей в 697 году китайские войска двинулись против мохэ. Цисы Биюй погиб, но Тай-цзу сумел собрать войска и отступить на восток.
Вместе с вождём народности мальгаль он возглавил поход бывших когурёсцев и племени мальгаль на северо-восток в сторону Маньчжурии. Войска империи Тан попытались остановить наступление армии Тэ Чжо Ёна, но потерпели поражение. Годы, проведённые под иноземным гнётом и в скитаниях, закалили когурёсцев, сумевших показать себя отважными воинами в схватках с врагом. Тэ Чжо Ён успешно применил тактику засад, организовав сопротивление 200-тысячной армии Тан. Благодаря таланту полководца и личному мужеству, Тэ Чжоёну удалось одержать победу над противником. После этого его армия преодолела расстояние в 5 тыс. км и остановилась у горы Тонмосан[уточнить]. В 698 году на том месте была построена крепость и объявлено о создании нового государства Тэчжин/ Чингук (в китайском прочтении — Чжэньго) . 
После длительного марша в 698 году ему удалось устроить засаду и разгромить преследовавшую его китайскую армию. Эта весомая победа позволила Тай-цзу объявить в 698 году о создании государства Бохай. Он самовольно присвоил себе титул императора (чжур. тийо). Спустя 15 лет Тай-цзу получил пожалование на «владение Бохай» и титул вана от танского Китая, то есть Китай признал его существование юридически.
Как только весть о том, что бывшие когурёсцы основали крепость на горе Тонмосан, дошла до их соотечественников в других районах, они решили поддержать своих собратьев, одолевших врага, в создании своего государства.
В 713 году Тэ Чжоён переименовал государство в Бохай и всю свою жизнь посвятил восстановлению былой славы королевства Когурё. Перед смертью он призвал своих преемников всячески защищать Когурё.
Умер в 719 году. Наследником стал его сын У-и.

## Национальность
Дискутируется вопрос об этнической принадлежности Тай-цзу. По имеющимся данным он происходил из мохэсского племени сумо. Некоторые южнокорейские исследователи из идеологических соображений доказывают, что он был когурёсцем по имени Тэ-Чоён и впоследствии стал полководцем Когурё.

## В культуре
- Южно—корейская Дорама — Тэ Чжо Ён | Dae Jo Yeong | 대조영 , 2006—2007, В главной роли: Чхве Су Чжон в роли Тэ Чжо Ёна, производство компании KBS1.